# Đài Truyền hình Nhân dân Philippines
Đài Truyền hình Nhân dân Philippines (tiếng Anh: People's Television Network, viết tắt là PTV) là đài truyền hình quốc gia thuộc sở hữu của Chính phủ Philippines. Được thành lập vào năm 1974, PTV là thương hiệu chính của People Television Network, Inc. (PTNI), một trong những cơ quan trực thuộc Văn phòng Hoạt động Truyền thông của Tổng thống (PCOO). PTV cùng với Radio Philippines Network, Intercontinental Broadcasting Corporation và  Philippine Broadcasting Service, tạo thành nhánh truyền thông của PCOO. Là một Đài do chính phủ điều hành, PTV nhận được tài trợ từ Ngân sách Quốc gia hàng năm và doanh thu từ các nhà quảng cáo. PTV cũng điều hành kênh truyền hình kỹ thuật số định hướng Hồi giáo Salaam TV.

## Lịch sử
Mạng lưới truyền hình của chính phủ nước này bắt đầu hoạt động vào ngày 2 tháng 2 năm 1974 với tên Government Television (GTV-4), một bộ phận của Trung tâm Sản xuất Truyền thông Quốc gia. Kênh chính phủ đầu tiên do Lito Gorospe đứng đầu và sau đó là Thư ký báo chí thời bấy giờ trong chính quyền Marcos, Francisco Tatad. Sau đó được đổi tên thành Hệ thống phát thanh Maharlika vào năm 1980 dưới sự lãnh đạo của Bộ trưởng NMPC Gregorio Cendana. Đài bắt đầu mở các trạm tỉnh trên toàn quốc, bao gồm 2 trạm ở Cebu và Bacolod, từng thuộc sở hữu của ABS-CBN.
Sau cuộc Cách mạng năm 1986, Đài chính thức đổi tên thành Truyền hình Nhân dân (PTV) vào tháng Tư.
Năm 2011, NBN tiếp tục tăng cường khả năng phát sóng kỹ thuật số với thiết bị được tặng từ chính phủ Nhật Bản. Thiết bị này cũng sẽ cho phép NBN bắt đầu phát cảnh báo khẩn cấp khi cần thiết.
Mặc dù đã được chính thức gọi là Đài phát thanh truyền hình quốc gia vào tháng 8 năm 2011, thương hiệu "Truyền hình nhân dân" đã bị xóa bỏ năm 2001 bất ngờ được giới thiệu lại như một thương hiệu phụ cho đến khi PTNI trở thành thương hiệu chính.
Vào ngày 2 tháng 7 năm 2012, PTV đã ra mắt logo mới và slogan mới "Telebisyon ng Bayan (Truyền hình Nhân dân)".
Vào ngày 3 tháng 6 năm 2017, PTV đã bắt đầu mô phỏng các chương trình CGTN và sau đó bắt đầu phát sóng định dạng 1080i Full HD trên Truyền hình kỹ thuật số mặt đất của họ phát sóng vào ngày 18 tháng 4 năm 2018.
Một năm kể từ khi giới thiệu logo mới của họ, PTV giao diện mới đã được giới thiệu lại với công chúng trong buổi ra mắt vào ngày 12 tháng 7 năm 2018 tại Marquis, Thành phố Taguig. Trong buổi ra mắt, họ đã giới thiệu những thành tựu công nghệ của mình kể từ khi chính quyền mới tiếp quản hoạt động vào năm 2016, từ nâng cấp thiết bị kỹ thuật và truyền dẫn thành HD và Digital TV, sẵn sàng cho sự hiện diện trên phương tiện truyền thông của họ và hồi sinh các chương trình tin tức, các bản tin địa phương từ Cordillera và Davao, phim tài liệu, thể thao, giải trí và dịch vụ công cộng do các cơ quan chính phủ cùng đối tác của họ đồng sản xuất, cùng với các chương trình trong và ngoài nước từ Trung Quốc, Nhật Bản, Hàn Quốc và khu vực ASEAN.
Tổng thống Rodrigo Duterte đã đề xuất việc tạo ra một đạo luật sẽ hợp nhất  People's Television Network và  Philippine Broadcasting Service thành một tổ chức mới, được gọi là People's Broadcasting Corporation (PBC), tương tự như BBC. PBC được đề xuất cũng sẽ ra mắt các kênh dành cho người thiểu số Hồi giáo (Salaam TV) và các dân tộc Lumad ở phía nam. PBC cũng sẽ đặt các trung tâm phát sóng truyền hình ở Visayas và Mindanao, ngoài trụ sở chính ở Luzon và các phòng phát sóng truyền hình trong các thành phố lớn. Salaam TV bắt đầu phát sóng thử nghiệm vào ngày 10 tháng 7 năm 2017.

## Chương trình
PTV phát sóng các chương trình tin tức, các chương trình thể thao và giải trí, ngoài các nội dung nước ngoài đến từ các đối tác của họ từ Trung Quốc, Nhật Bản, Hàn Quốc và các nước thành viên ASEAN. Đài này đóng vai trò là nhánh phát sóng truyền hình chính của Philippines và là một phần của Văn phòng Hoạt động Truyền thông của Tổng thống. Chương trình rất đa dạng so với mạng IBC do nhà nước kiểm soát vì PTV tập trung vào chức năng là tiếng nói của chính phủ, trong khi IBC là kênh giải trí chung cũng phát sóng các chương trình PTV chọn lọc.

## Tham khảo

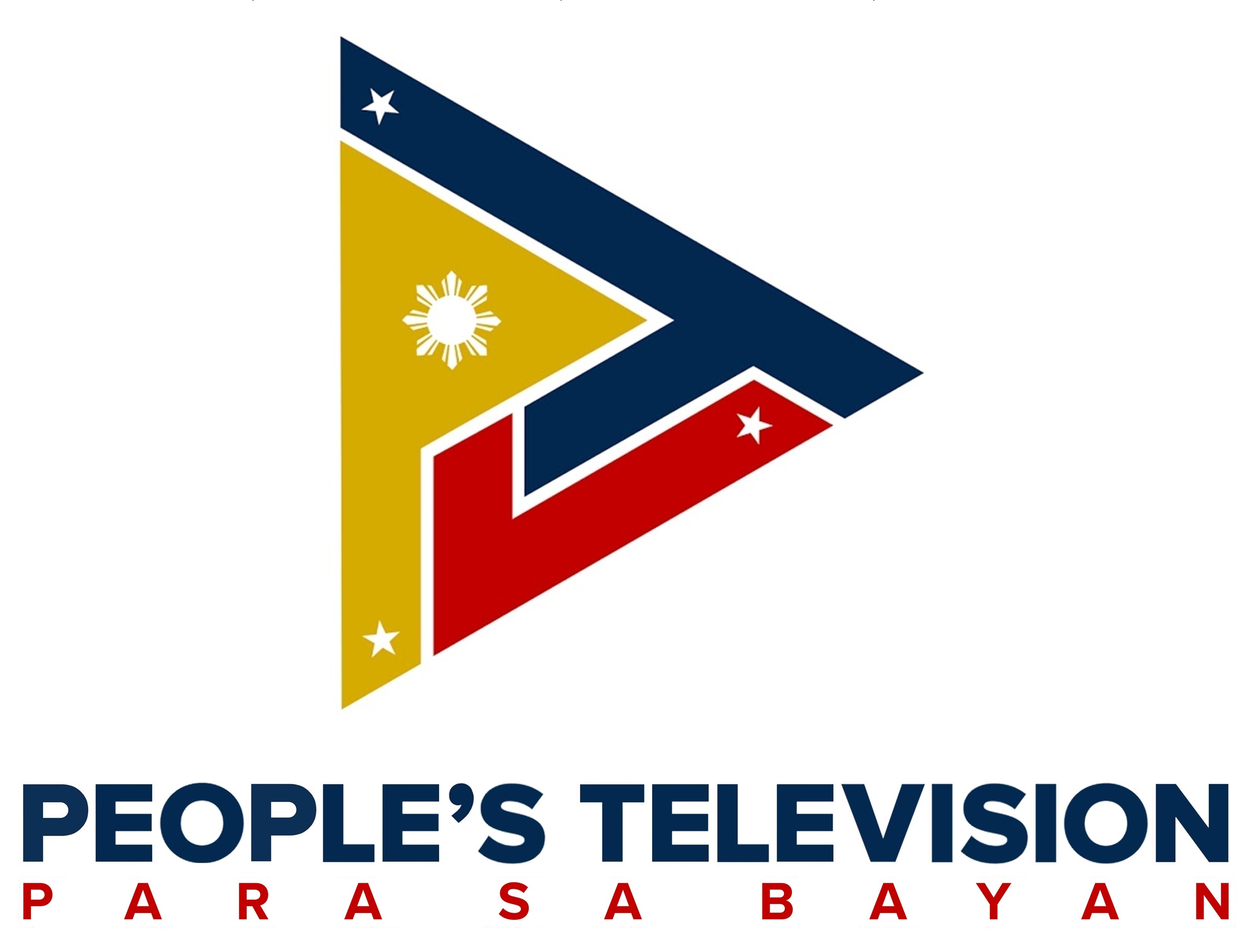
Full Logo